# František Václav Mareš
František Václav Mareš (ur. 20 grudnia 1922 w Benešovie, zm. 19 listopada 1994 tamże) – czeski językoznawca.
Ukończył gimnazjum w Benešovie. Studia na Uniwersytecie Karola w Pradze podjął dopiero w 1945, ze względu na wojnę. Po studiach wyjechał do Austrii, gdzie przyjął obywatelstwo i został profesorem w Institut für Slawistik w Wiedniu. Był światowej sławy znawcą języka staro-cerkiewno-słowiańskiego, członkiem Austriackiej Akademii Nauk, członkiem zagranicznym Macedońskiej Akademii Nauk i Sztuk, Chorwackiej Akademii Nauk i Sztuk, a także członkiem zagranicznym reaktywowanej Polskiej Akademii Umiejętności. Został odznaczony złotym medalem Czeskiej Akademii Nauk.
Był autorem licznych prac z fonologii i języka staro-cerkiewno-słowiańskiego. Opracował m.in. antologię tekstów starocerkiewnych w języku angielskim. Na prośbę biskupów chorwackich przełożył na lokalną cerkiewszczyznę chorwacką encyklikę Jana Pawła II Egregiae virtutis, w której papież ogłosił Cyryla i Metodego patronami Europy. Współredagował Lexicon linguae palaeoslovenicae (w 33 tomach) oraz kilka czasopism.
Z prac Františka Mareša można wymienić:
- Die Entstehung des slavischen phonologischen Systems und seine Entwicklung bis zum Ende der Periode der slavischen Spracheinheit (1965, przekład angielski)
- Diachronische Phonologie des Ur- und Frühslavischen (1969)
- Konstantinovo kulturní dílo po 1100 letech  (1970)